# Banikoara
Banikoara es una ciudad, distrito y comuna ubicada en el departamento de Alibori (Benín). Se encuentra a 69 kilómetros al oeste de Kandi, en el corazón de la región productora de algodón más productiva de Benín. Su nombre significa "ciudad de Bani", y hace honor a su fundador, Bani Ganse.

## Divisiones administrativas
Banikoara se subdivide en 10 distritos: Banikoara, Founougo, Gomparou, Goumori, Kokey, Kokiborou, Ounet, Sompérékou, Soroko y Toura. Contienen 53 aldeas y 11 distritos urbanos.
El distrito de Banikoara está formado por los pueblos de Arbonga, Demanou, Derou Garou, Kokire, Kommon, Kori Ginguiri, Tokey Banta, Wagou, Weterou y Yadikparou.

## Demografía
La comuna cubre un área de 4383km² y, según el censo realizado en el año 2002, tiene una población de 152.028 personas. En 2008 se calculaba que alrededor de 24.917 vivían en la ciudad principal.

## Economía
La mayor parte de la población se dedica a las actividades agrícolas, seguido por el comercio y la artesanía. Los principales cultivos son el maíz, el algodón, el sorgo y el caupí.